# كريستوف فريتاس
كريستوف فريتاس (بالفرنسية: Christophe Freitas)‏ (9 مايو 1981 في فرنسا - ) هو لاعب كرة قدم فرنسي في مركز الوسط. لعب مع نادي إنتينت ونادي تشاتيليراولت ونادي لومان ونادي مارتيغ.